# Pallaviciniaceae
Pallaviciniaceae é uma família de hepáticas (Marchantiophyta) da ordem Metzgeriales, com distribuição natural muito alargada. Todas as espécies são talosas, tipicamente organizadas como uma nervura central espessada (uma costa) rodadas em ambos os lados por uma membrana foliar (uma asa) formada por tecido que apresenta uma única célula de espessura. Todas as espécies são monóicas. A maior diversidade da família ocorre na Australásia, com algumas espécies endémicas naquela região, apesar de espécies da família ocorrerem naturalmente em todos os continentes, excepto na Antártida.